# Strâmtoarea Drake
Strâmtoarea Drake (în spaniolă Mar de Hoces; ), în mod oficial: Marea Hoces este o strâmtoare situată între Capul Horn, Chile și Antarctica. Leagă partea de sud-vest a Oceanului Atlantic cu partea de sud-est a Oceanului Pacific. A fost numită după corsarul englez Sir Francis Drake. Strâmtoarea Drake (1140 km) este cea mai lată strâmtoare maritimă. Situată în apropierea Antarctidei, Strâmtoarea Drake separă insula chiliană Diego Ramireu (din apropierea Țării de Foc) de insula Shetland de Sud. Bântuită de puternice furtuni aproape tot timpul anului, str. Drake este plină de aisberguri în timpul verii australe (noiembrie - februarie) și prinsă de banchiza polară antarctică (în partea ei sudică) în timpul iernii. Adâncimile sunt mari, ajungând până la 5 840 m. Deschiderea în oligocen a Strâmtorii Drake și a trecerii între Tasmania și Antarctida a condus la formarea Curentului Circum-Antarctic și, prin urmare, la răcirea Antarctidei datorită izolării acesteia de masele de apă mai caldă.

## Galerie

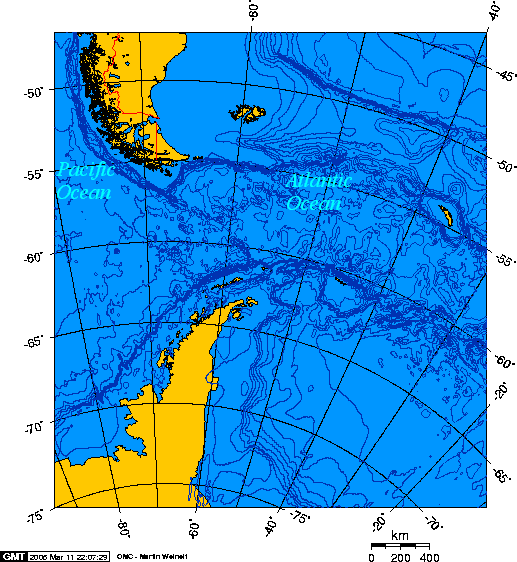
Strâmtoarea Drake
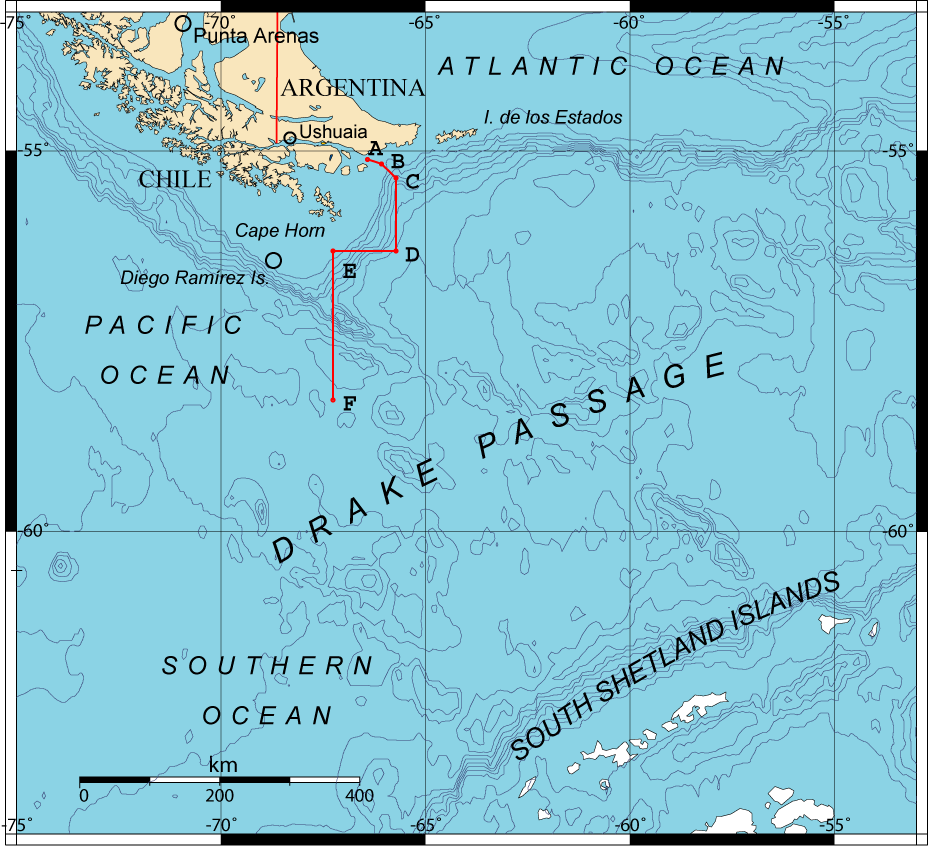
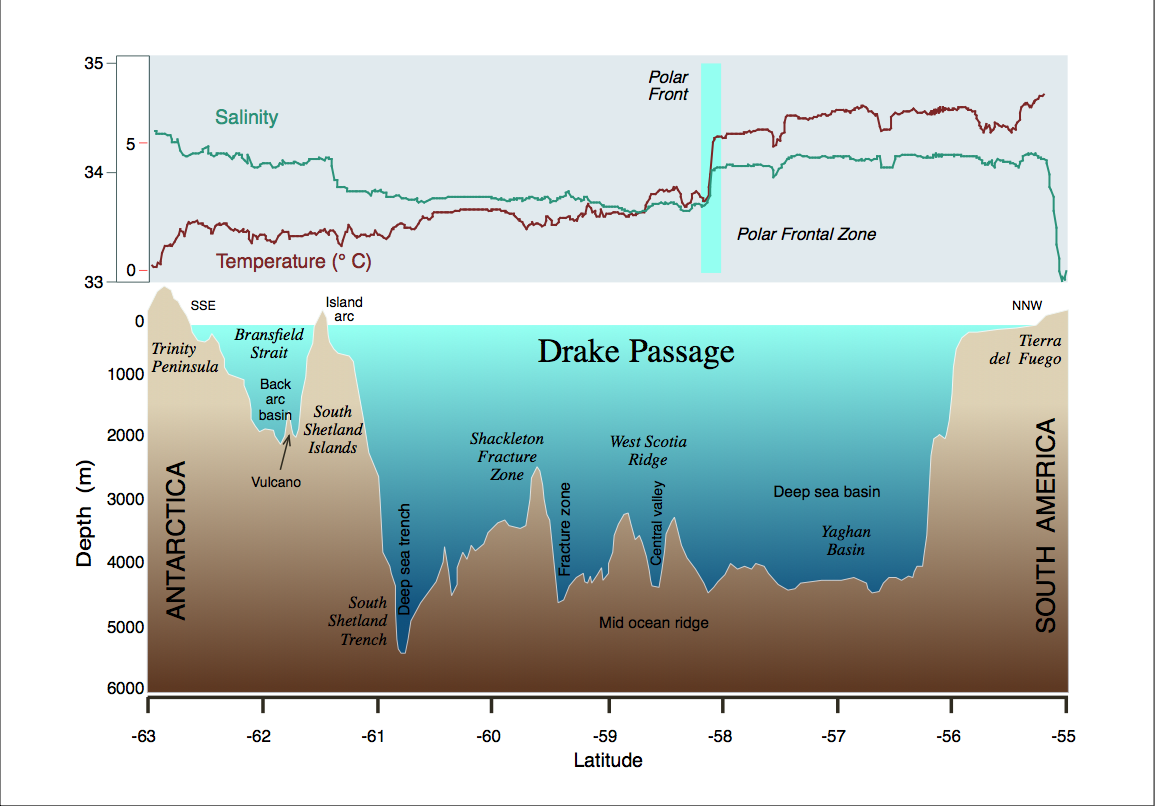